# Silvia Wohlmuth
Silvia Wohlmuth (* 9. September 1960 in Wien) ist eine österreichische Schauspielerin und Drehbuchautorin.

## Leben
Silvia Wohlmuth wurde 1960 in Wien geboren.
Für die zwei Folgen von Mitte im 8en – Der ganz normale Alltagswahnsinn, eine Folge von SOKO Kitzbühel, Die Toten von Salzburg – Treibgut, Love Machine und Love Machine 2 verfasste sie jeweils das Drehbuch.

## Filmografie
- 1986: Paradise Ges. M. B. H.
- 1989: Eurocops
- 1990: Zeit der Rache
- 1992: Tatort: Kinderspiel
- 2001: Nachtfalter
- 2004: Kommissar Rex
- 2004: Auf Wolke 7
- 2005: Küss mich, Prinzessin!
- 2008: SOKO Kitzbühel
- 2009: Kommissar Rex
- 2010: King Kongs Tränen
- 2010: Spuren des Bösen: Das Verhör
- 2010: Lilly Schönauer
- 2011: Die Tänzerin – Lebe Deinen Traum
- 2011: Das Glück dieser Erde
- 2011: Anfang 80
- 2010, 2012: Tom Turbo
- 2012: Unter Umständen verliebt
- 2012: Es kommt noch dicker
- 2013–2019: CopStories
- 2016: Kalahari Gemsen
- 2017: Tatort: Schock
- 2017–2018: Schnell ermittelt
- 2017: Trakehnerblut
- 2019: M – Eine Stadt sucht einen Mörder